# کفش دوچرخه‌سواری

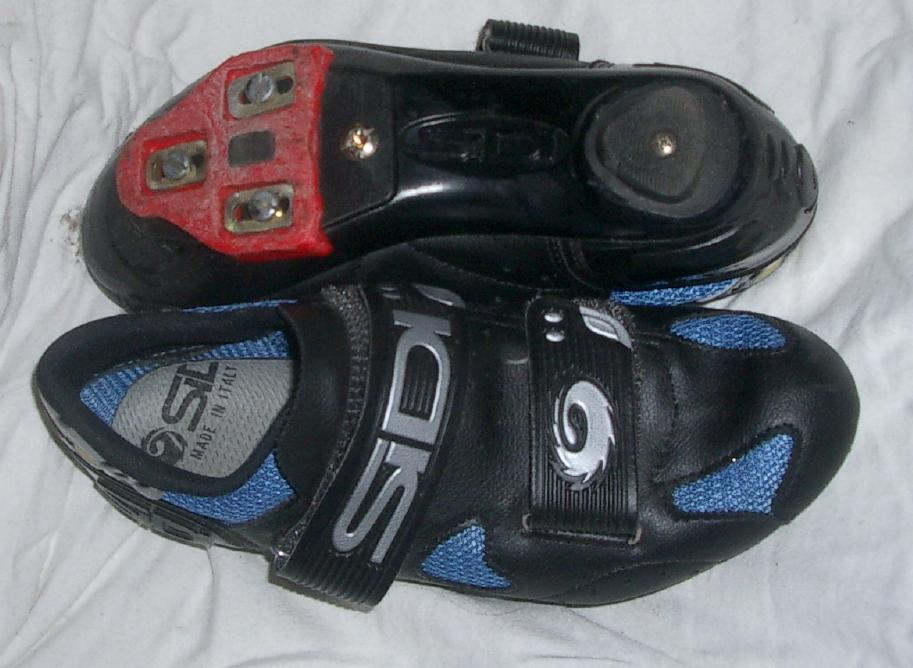
کفش دوچرخه‌سواری جاده زنانه برند «سیدی» با پل سه‌پیچ

کفش دوچرخه‌سواری، کفشی است که برای دوچرخه‌سواری ساخته شده‌است. بسته به سبک و شدت دوچرخه‌سواری که برای آن در نظر گرفته شده، کفش دوچرخه‌سواری با طرح‌های گوناگونی وجود دارد. ویژگی‌های کلیدی عبارتند از سفتی کف کفش برای انتقال کارآمدتر نیرو از دوچرخه سوار به رکاب، وزن کفش، روش اتصال محکم کفش به رکاب و قابلیت استفاده از کفش روی دوچرخه یا در حال راه‌رفتن. در بیشتر کفش‌های دوچرخه‌سواری رده‌بالا، می‌توان سفتی رویه کفش را حتی در حین سواری، با بندهای چرخشی که تا حد زیادی جایگزین بندهای عادی شده‌اند، تنظیم نمود.